# ديبورا كاميرون (لغوية)
ديبورا كاميرون (بالإنجليزية: Deborah Cameron)‏ هي لغوية بريطانية، ولدت في 1958.